# Aeroporto di Madrid-Barajas
L'Aeroporto Adolfo Suárez Madrid-Barajas (in spagnolo: Aeropuerto Adolfo Suárez Madrid-Barajas; IATA: MAD, ICAO: LEMD) è situato a nord-est di Madrid, a 12 km dal centro. Entrò in funzione nel 1928, pur essendo stato inaugurato ufficialmente solo nel 1931 ed è attualmente gestito da Aeropuertos Españoles y Navegación Aérea. È il principale aeroporto della Spagna e quello europeo con il maggior numero di voli diretti per l'America Latina. La rotta aerea Madrid-Barcellona, conosciuta come "ponte aereo" (puente aereo in spagnolo), è la tratta con il maggior numero di voli settimanali al mondo. Nel 2011 hanno viaggiato per l'aeroporto di Barajas 49,6 milioni di passeggeri, collocandolo così all'undicesimo posto a livello mondiale e al quinto in Europa per numero di passeggeri, dietro all'Aeroporto di Londra-Heathrow, all'Aeroporto di Parigi-Charles de Gaulle, all'Aeroporto di Francoforte sul Meno e Aeroporto di Amsterdam-Schiphol.
L'aeroporto conta quattro terminal, conosciuti come T1, T2, T3 e T4, e un edificio satellite del terminal 4, il T4-S. Il T4 è diventato operativo il 5 febbraio 2006, trasformando così l'aeroporto di Madrid Barajas nel più grande aeroporto del mondo per superficie dei terminal, con un milione di metri quadrati distribuiti tra T1, T2, T3, T4 e T4-S e centoquattro uscite d'imbarco diretto.
Il T4 ospita tutti i voli nazionali e internazionali d'Iberia e di tutte le compagnie facenti parte dell'alleanza Oneworld, tra le altre British Airways, American Airlines e LATAM Airlines Chile. Nei terminal T1, T2 e T3 resta Air Europa, così come tutte le compagnie delle alleanze SkyTeam e Star Alliance, ovvero KLM, Air France, ITA Airways, Lufthansa, Aerolíneas Argentinas ecc.
Dal 2014, dopo la morte di Adolfo Suárez (primo presidente del Governo spagnolo dopo la dittatura), l'aeroporto è stato rinominato in Adolfo Suárez Madrid-Barajas.

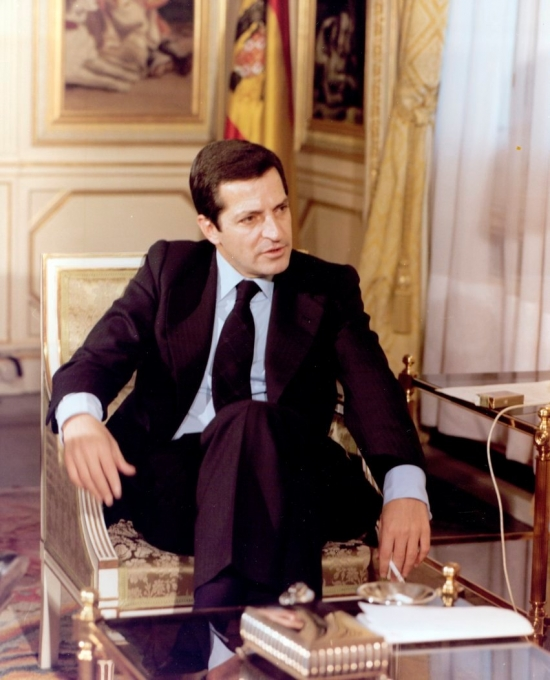
Il Presidente del Governo Adolfo Suàrez, a cui è intitolato l'aeroporto

## Ubicazione e collegamenti
L'aeroporto si trova a nord-est di Madrid nel distretto di Barajas. Il terminal 4, il più recente, dista 2 km dai terminal 1, 2 e 3 e la comunicazione tra il T-4 e gli altri tre terminal è stata assicurata da un servizio di autobus gratuito creato esclusivamente per l'aeroporto dall'AENA.
È possibile raggiungere il Terminal 4 dell'aeroporto da altre principali città spagnole grazie ai collegamenti messi a disposizione dagli autobus della compagnia nazionale Alsa, a partire da fine 2022.
Allo stesso modo la linea 8 della metropolitana unisce la nuova area del T4 con il resto dell'aeroporto: questo rende Barajas l'unico aeroporto, assieme a quello di Londra-Heathrow e di Barcellona-El Prat, ad avere diverse stazioni della metro all'interno dell'aerostazione.
Inoltre i due edifici che compongono il terminal 4, ossia quello principale e il suo satellite, sono collegati da un treno elettrico sotterraneo senza conduttore.

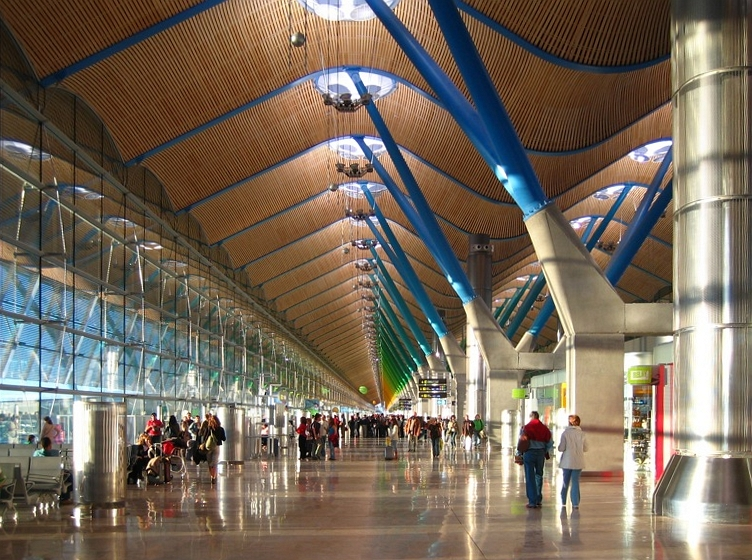
Zona preimbarco Terminal 4 e galleria commerciale

I collegamenti via strada sono coperti dai taxi, per i quali esistono tre stazioni nei vari terminal già esistenti e una nuova nel terminal 4; allo stesso modo, gli autobus dell'impresa municipale hanno fermate in ogni terminal dell'aeroporto.

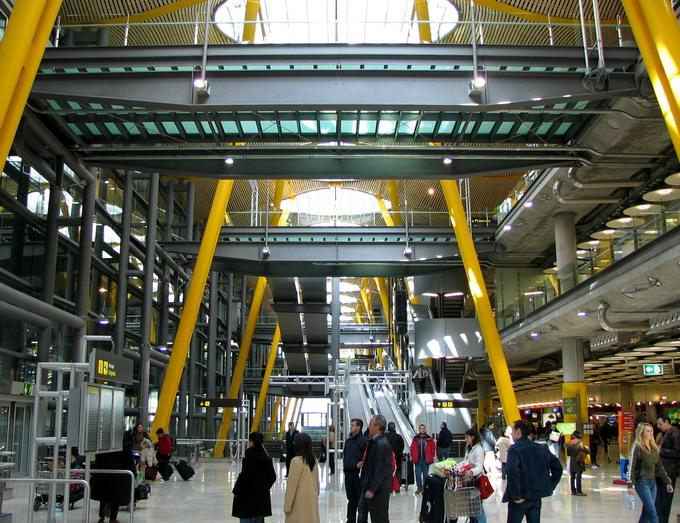
Terminal 4

Inoltre il T2 è collegato attraverso la metropolitana con il centro della città (costo del biglietto 4,5€, di cui 1,5€ di biglietto normale e 3€ di supplemento), la stazione è facilmente raggiungibile dai terminal 1 e 3. Con il progetto del Terminal 4 è stata creata una nuova stazione della metropolitana, già in servizio, mentre la nuova linea ferroviaria, progettata in origine per entrare in funzione assieme all'inaugurazione del T4, è stata inaugurata nel 2010.
Recentemente è stata testata la stazione dei treni delle Cercanías, che dovrebbero così collegare direttamente l'aeroporto alla stazione di Sol, sita nel centro della città.

## Storia

### Inizi
L'aeroporto venne progettato per sostituire l'aeroporto di Alcalà, quello di Cuatro Vientos e la base aerea di Getafe, per cui venne scelto un terreno a nord-est della capitale nell'allora municipio di Barajas (che successivamente fu inglobato nel comune di Madrid e ne diventò un distretto), con una buona comunicazione con la capitale attraverso la strada di Francia (attuale A-2) in una zona disabitata e libera da ostacoli. Per il progetto vennero incaricati l'architetto Luis Gutiérrez Soto e l'ingegnere Marqués de los Álamos.
L'aeroporto si iniziò a costruire nel 1927 e fu aperto al traffico nazionale e internazionale il 22 aprile 1931, anche se le regolari operazioni commerciali iniziarono solo due anni dopo. A lato del campo di volo venne costruito un piccolo terminal, con una capacità di 30.000 passeggeri annui, inoltre vennero costruiti vari hangar e l'edificio del Avion Club.
La prima linea regolare venne stabilita dalla compagnia Líneas Aéreas Postales Españolas (LAPE) con un collegamento su Barcellona. Negli anni trenta vennero creati i primi voli internazionali.
Originariamente il campo di volo era un grosso circuito il cui perimetro bianco riportava la scritta Madrid e solo negli anni quaranta fu pavimentata la prima pista, mentre si progettò di costruire nuove piste che sarebbero poi entrate in funzione solo alla fine del decennio. Queste tre piste, tuttavia, non furono mai realizzate.

### L'era dell'aviazione commerciale

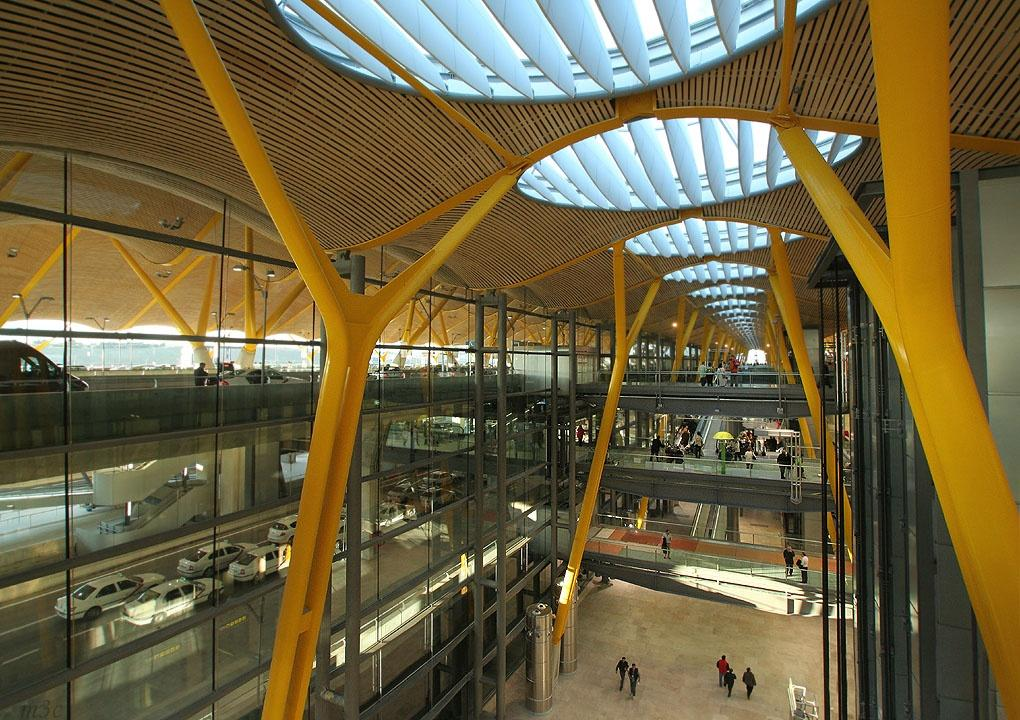
Entrata piano superiore. Uscita piano inferiore

L'apertura del regime autarchico permise un grosso aumento del numero di passeggeri e anche un grande incremento delle infrastrutture aeroportuali. Negli anni cinquanta, l'aeroporto superava il mezzo milione di passeggeri annui e sempre in quel decennio aumentò da 3 a 5 il numero delle piste. Fu allora che iniziarono anche i primi voli diretti a New York e nel 1957 l'aeroporto di Barajas era classificato come aeroporto internazionale di prima categoria.
Le grandi compagnie iniziarono ad atterrare a Madrid-Barajas negli anni sessanta e l'aumento del traffico aeroportuale, principalmente come conseguenza del turismo, supera ogni previsione. A inizio decennio si toccò la vetta del milione e duecentomila passeggeri, il doppio di quelli previsti nel 1957. Questo aumento inaspettato obbligò a una profonda ristrutturazione dell'aerostazione. Il terminal nazionale (attuale T2), i cui lavori iniziarono nel 1954, fu inaugurato in quel periodo, unitamente alla modifica delle piste: la più lunga (4,1 km) entra in servizio nel 1965. Contemporaneamente si installarono i primi dispositivi radioelettrici.

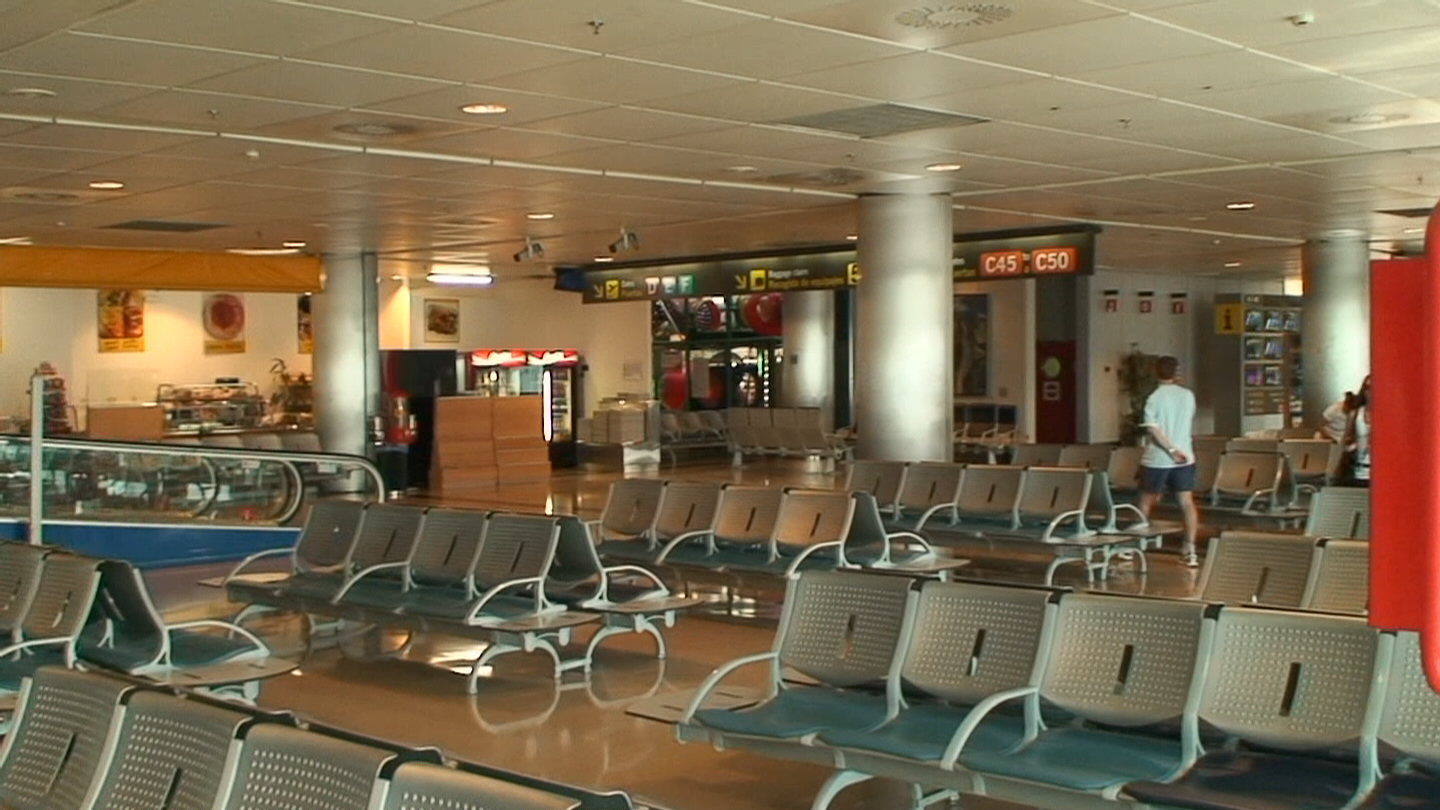
Terminal 1

Nel 1969 fu introdotto un pionieristico sistema di controllo della aviofauna mediante falchi addestrati, che evitarono così che i volatili potessero entrare nella zona dell'aeroporto e finire nei motori degli aeromobili, causando seri problemi nei decolli e negli atterraggi. La prima squadra di falchi è stata preparata dal famoso zoologo e giornalista Félix Rodríguez de la Fuente.
Negli anni settanta, con il boom del turismo e l'entrata in servizio del Boeing 747, l'aeroporto raggiunge i 4 milioni di passeggeri, e inizia la costruzione del terminal internazionale (l'attuale T1). Nel 1974, Iberia L.A.E. introdusse il ponte aereo fra Madrid e Barcellona, un servizio molto frequente e utilizzabile senza obbligo di prenotazione.
I preparativi per il campionato mondiale di calcio del 1982 inclusero anche importanti interventi nell'impianto, con l'ampliamento dei due terminali esistenti.

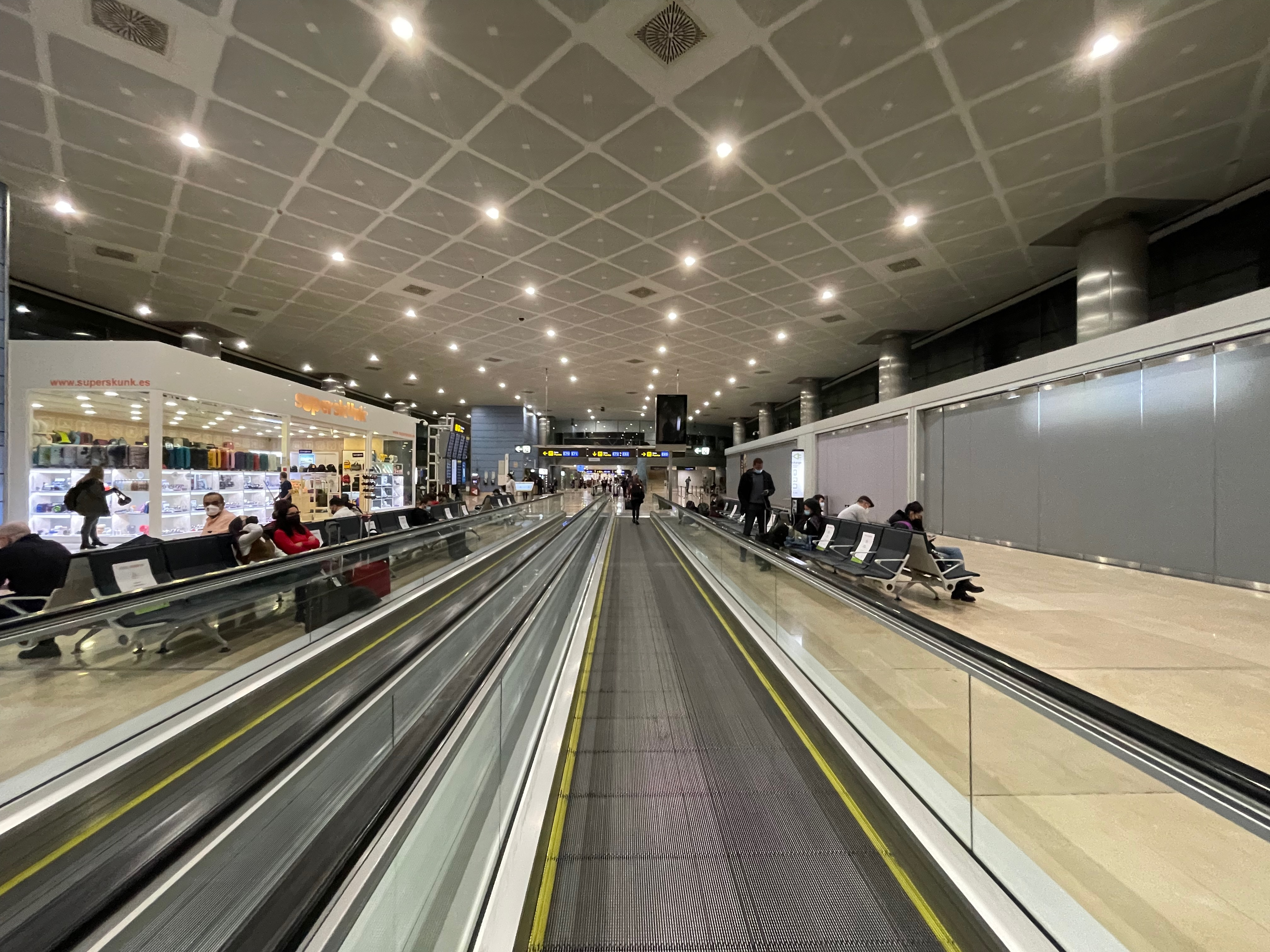
Zona imbarco del Terminal 3

Negli anni novanta l'aeroporto subì ulteriori ampliamenti: nel 1994 si costruì il terminal merci, l'edificio d'interconnessione tra il Terminal internazionale e il Terminal nazionale e fu ristrutturata la torre di controllo. Nel 1997 si inaugura il Dique Norte, usato esclusivamente dalla compagnia Iberia per i voli Schengen. Nel 1998 s'inaugurò la nuova torre di controllo, alta 71 metri, e nel 1999 il nuovo Dique Sur, che suppose un ampliamento del terminal internazionale. In questo periodo cambiò la denominazione dei terminal: il Dique Sur e la maggior parte del Terminal internazionale cambiarono nome in T1; il resto del Terminal internazionale e il Terminal nazionale furono rinominati T2 mentre il Dique Norte divenne T3.
Nel novembre del 1998 entra in funzione la nuova pista 18R-36L, di 4.400 metri di lunghezza - una delle maggiori in Europa - che sostituisce la vecchia 18-36, che non sarà più utilizzata. Nell'anno 2000 si inizia la costruzione del nuovo terminal T4 e del suo Satellite, il T4S, progettati dagli architetti Antonio Lamela e Richard Rogers, così come due piste parallele a quelle esistenti. Nel 2002 furono inaugurati i servizi di fatturazione nella stazione della metropolitana di Nuevos Ministerios, nel cuore del centro finanziario della città e a poca distanza dal centro storico; questo servizio è stato chiuso nel 2005. Si trattava infatti di un complemento alla linea 8, che oggi unisce l'aeroporto al centro di Barajas.

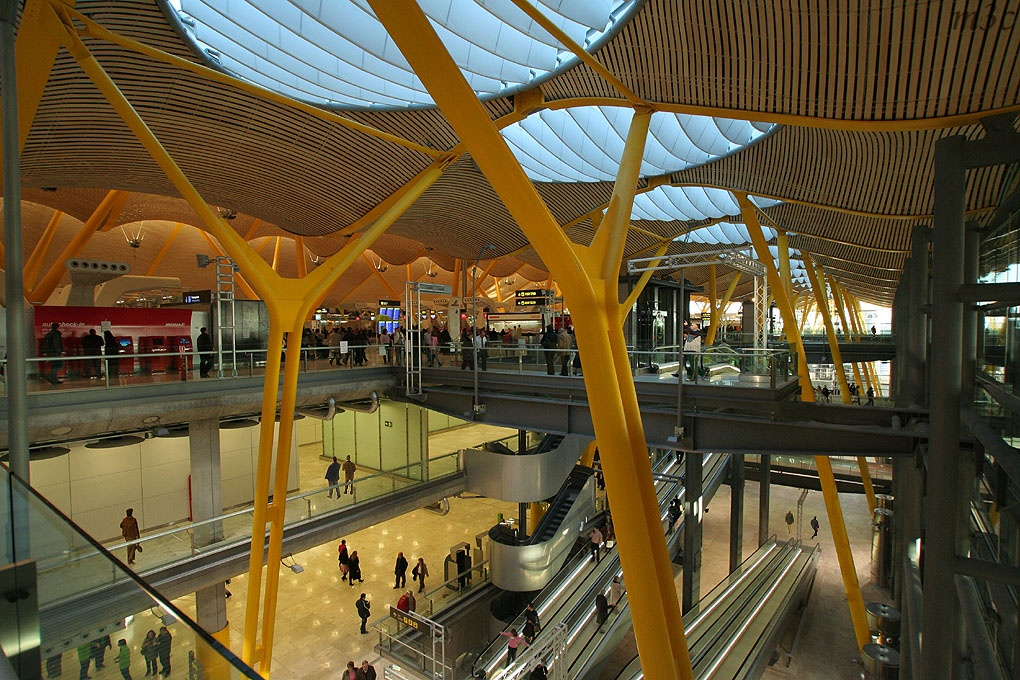
Terminal 4. Al livello superiore vi è la zona check-in, al livello inferiore lo spazio per gli arrivi e la stazione della metropolitana Aeropuerto T4.

Il nuovo terminal e le nuove piste furono completate nel 2004, ma ritardi amministrativi e logistici fecero slittare l'entrata in servizio al 5 febbraio 2006.
Con queste ultime modifiche, Barajas è diventato il più grande aeroporto del mondo per superficie dei terminal.

### Attentato terroristico del 2006

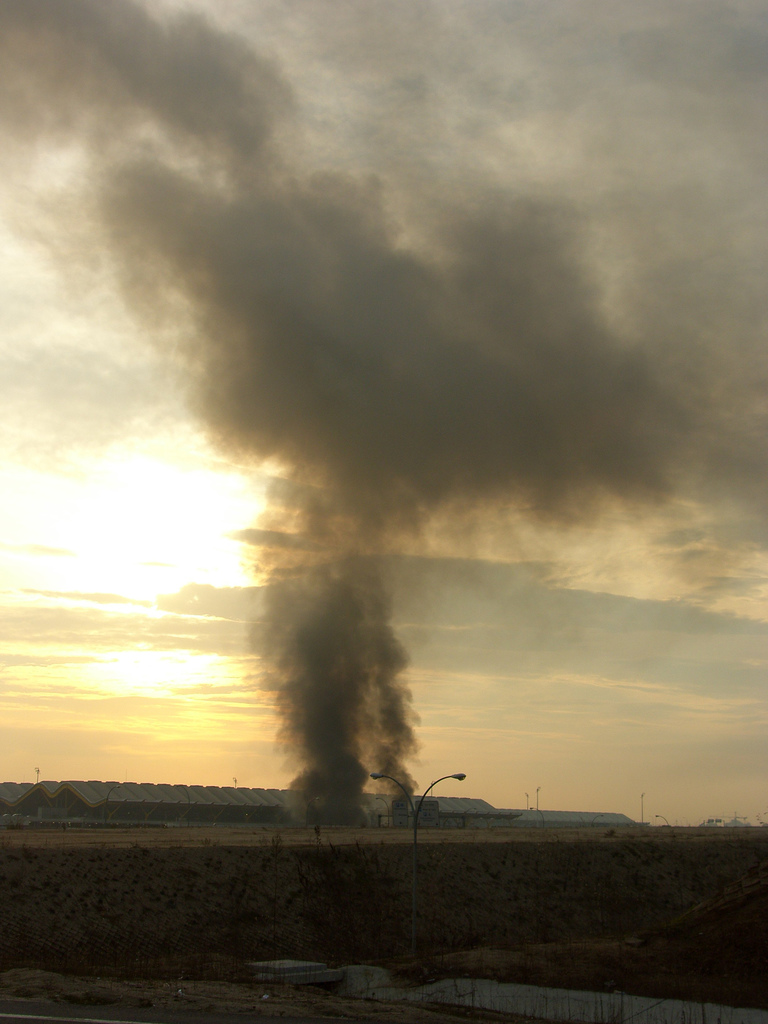
Colonna di fumo all'aeroporto di Madrid-Barajas elevatasi a causa dell'esplosione di un'autobomba, avvenuto il 30 dicembre 2006

Il 30 dicembre 2006 alle 8:59 (UTC+1) un furgone bomba esplose nel modulo D del parcheggio del terminal 4, causando il crollo del modulo, oltre a due vittime, cinquantadue feriti e innumerevoli danni materiali. L'attentato è stato rivendicato dal gruppo terrorista ETA.

### Incidente aereo del 2008
Il 20 agosto 2008 l'aeroporto fu teatro di un grave incidente aereo: un velivolo MD-82 della compagnia Spanair (parte del gruppo SAS - Scandinavian Airlines System), diretto a Gran Canaria, è precipitato durante il decollo a causa di uno stallo e ha preso fuoco, portando alla morte di 154 persone tra passeggeri e membri dell'equipaggio.
Lo stallo ebbe origine dalla combinazione di due tragici eventi:
- il primo fu che i manutentori disattivarono un circuito al quale faceva capo una sonda termica, ritenuta non indispensabile in quel momento per la sicurezza del volo;
- il secondo fu che i piloti, pressati dal forte ritardo e dal caldo torrido al quale fu sottoposta la cabina durante la checklist di decollo, dimenticarono di estendere i flap. Purtroppo il circuito sopracitato faceva capo anche all'allarme di errata configurazione di decollo, per cui i piloti non furono avvertiti della grave dimenticanza.